# Lijst van afleveringen van Loenatik
Dit is een lijst van afleveringen van de jeugdserie Loenatik (VPRO).

## Overzicht
| Seizoen | Aantal afleveringen | Uitgezonden                        |  |
| ------- | ------------------- | ---------------------------------- |  |
| 1       | 7                   | 17 december 1995 – 28 januari 1996 |  |
| 2       | 10                  | 21 december 1997 – 1 maart 1998    |  |
| 3       | 10                  | 19 november 2000 – 28 januari 2001 |  |

## Afleveringen

### Seizoen 1: 1995 - 1996
| Nr. | Titel                | Uitzenddatum     |  |
| --- | -------------------- | ---------------- |  |
| 1   | Kleien               | 17 december 1995 |  |
| ... |                      |                  |  |
| 2   | Kerstmis             | 24 december 1995 |  |
| ... |                      |                  |  |
| 3   | Oudejaarsavond       | 31 december 1995 |  |
| ... |                      |                  |  |
| 4   | De Advertentie       | 7 januari 1996   |  |
| ... |                      |                  |  |
| 5   | Bang in 't donker    | 14 januari 1996  |  |
| ... |                      |                  |  |
| 6   | Wacht u voor de Haas | 21 januari 1996  |  |
| ... |                      |                  |  |
| 7   | Coby                 | 28 januari 1996  |  |
| ... |                      |                  |  |

### Seizoen 2: 1997 - 1998
| Nr. | Titel                  | Uitzenddatum     |  |
| --- | ---------------------- | ---------------- |  |
| 1   | De Zwerver             | 21 december 1997 |  |
| ... |                        |                  |  |
| 2   | Het Afscheid           | 28 december 1997 |  |
| ... |                        |                  |  |
| 3   | Amalia Zuringa         | 4 januari 1998   |  |
| ... |                        |                  |  |
| 4   | De Keuring             | 11 januari 1998  |  |
| ... |                        |                  |  |
| 5   | Hazepeper              | 18 januari 1998  |  |
| ... |                        |                  |  |
| 6   | Zoete Melk met Brokken | 1 februari 1998  |  |
| ... |                        |                  |  |
| 7   | Rijles                 | 8 februari 1998  |  |
| ... |                        |                  |  |
| 8   | Vlinderbuik            | 15 februari 1998 |  |
| ... |                        |                  |  |
| 9   | Jungle Koorts          | 22 februari 1998 |  |
| ... |                        |                  |  |
| 10  | Naar de Haaien         | 1 maart 1998     |  |
| ... |                        |                  |  |

### Seizoen 3: 2000 - 2001
| Nr. | Titel           | Uitzenddatum     |  |
| --- | --------------- | ---------------- |  |
| 1   | Een Saaie Dag   | 19 november 2000 |  |
| ... |                 |                  |  |
| 2   | De Ruzie        | 26 november 2000 |  |
| ... |                 |                  |  |
| 3   | Speurtocht      | 3 december 2000  |  |
| ... |                 |                  |  |
| 4   | Held            | 10 december 2000 |  |
| ... |                 |                  |  |
| 5   | Vijftig         | 17 december 2000 |  |
| ... |                 |                  |  |
| 6   | De Inbraak      | 31 december 2000 |  |
| ... |                 |                  |  |
| 7   | Ontslag         | 7 januari 2001   |  |
| ... |                 |                  |  |
| 8   | Spelen met Vuur | 14 januari 2001  |  |
| ... |                 |                  |  |
| 9   | De Milieuactie  | 21 januari 2001  |  |
| ... |                 |                  |  |
| 10  | De Bruiloft     | 28 januari 2001  |  |
| ... |                 |                  |  |